# Estonia en los Juegos Paralímpicos de Sídney 2000
Estonia estuvo representada en los Juegos Paralímpicos de Sídney 2000 por diez deportistas, seis mujeres y cuatro hombres.

## Medallistas
El equipo paralímpico estonio obtuvo las siguientes medallas:
| Nombre        | Deporte   | Evento                       |
| ------------- | --------- | ---------------------------- |
| Oro           |           |                              |
| Sirly Tiik    | Atletismo | Jabalina F20 femenino        |
| Plata         |           |                              |
| Marge Kõrkjas | Natación  | 50 m libre S12 femenino      |
| Bronce        |           |                              |
| Sirly Tiik    | Atletismo | Peso F20 femenino            |
| Sirly Tiik    | Atletismo | Salto de altura F20 femenino |
| Janne Mugame  | Natación  | 50 m espalda S14 femenino    |